# Rap.ru
Rap.ru — российский портал о хип-хоп-культуре, основанный в 2004 году.

## История
В конце 2002 года владельцы лейбла Respect Production, Аркадий Слуцковский и Виктор Абрамов, которые занимались продвижением группы «Каста», решили создать СМИ с целью освещения всего интересного в хип-хоп-культуре. Лейбл приобрёл домен rap.ru, которым владел ростовчанин Сергей Пименов, участник электронной группы ППК. После чего лейбл начал собирать команду авторов, возглавил которую Алексей Согомонов, главный редактор украинского журнала «X3M». Сайт запустился летом 2004 года и поначалу частично использовал материалы «X3M», а также писал собственные рецензии, переводил статьи из западной прессы, делал интервью с местными исполнителями. Тогда же произошёл первый скандал: в ответ на рецензию на альбом группы «Братья Наличные», входивший в её состав N’Pans написал на Rap.ru дисс.
В 2005 году главный редактор Согомонов покинул сайт, поскольку получил в Киеве назначение на пост заместителя главного редактора украинского издания FHM, а также занимался продюсированием группы «Бумбокс». После ухода единственного профессионального журналиста сайтом продолжила заниматься команда из трёх человек: уже работавший там Андрей Никитин и присоединившиеся Руслан Муннибаев и Сергей Ковалёв. Никитин стал главным редактором сайта. Некоторое время на сайте существовала норма, согласно которой писалось «две статьи в день». Из-за отсутствия активности со стороны известных рэп-артистов на сайте стали появляться переводы интервью с Jazze Pha, Petey Pablo и других рэперов, о которых мало кто знал. Позже на Rap.ru появились разделы «аудио» и «видео», где можно было скачивать предоставленные самими артистами треки и видеоклипы.
В 2004 году компания Respect Production выпустила первый сборник из серии «Rap.ru» с пометкой «Сборник лучшего русского рэпа», в который вошли 18 композиций, в том числе новые песни групп «Крёстная семья», «Грани», а также Хамиля, Смоки Мо, Карандаша и других. В 2005 году вышли второй и третий сборники.
В интервью для сайта The Flow директор по развитию Виктор Абрамов рассказал о том, для чего нужно было запускать Rap.ru.
Своё собственное средство массовой информации. И с самого начала мы понимали прекрасно, что если мы будем писать только о своих артистах, это путь в никуда. Поэтому важно было сделать площадку, на которую все получили бы доступ… Мы всегда были открыты для всех, просто некоторые были настолько ленивы, что не могли элементарно новость прислать. Rap.ru — это был самый открытый ресурс, который можно представить себе в шоу-бизнесе.
Аркадий Слуцковский всё это время руководил сайтом, а точнее занимался его продюсированием и способствовал успеху ресурса, который рос вместе с жанром и за годы сформировал вокруг себя внушительную аудиторию. Во многом благодаря тому, что не было ни одного альтернативного источника информации о рэпе.
В 2008 году компанию Respect Production покинули Аркадий Слуцковский и Виктор Абрамов, руководство лейблом перешло в руки Влади, Руслана Муннибаева и исполнительного продюсера Александра Мирзаева, а сайт Rap.ru перестал быть проектом лейбла.
Сайт Rap.ru был организатором нескольких крупных фестивалей с участием американских хип-хоп артистов. В 2009 году на мероприятии, посвящённом пятилетию сайта, выступил Ghostface Killah. В 2010 году прошёл фестиваль Rap.Ru All Stars, в котором приняли участие все популярные российские рэперы: Noize MC, Баста, Guf, Хамиль и Змей из группы «Каста», Лигалайз, Смоки Мо и Krec. В 2011 году сайт Rap.ru стал организатором фестиваля Moscow International Rap Festival (M.I.R.), на котором в качестве хедлайнеров выступили Ice Cube, B.o.B и Eve. В 2011 году появился интернет-телеканал Rap.Ru TV, в эфире которого ротировались популярные клипы российских и зарубежных рэперов. В 2012 году сайт провёл первую церемонию вручения премии Stadium RUMA (Russian Urban Music Awards), хедлайнерами на котором выступили DJ Premier и Busta Rhymes.
В 2014 году произошла смена руководства издания: главный редактор Андрей Никитин и четверо сотрудников ушли из издания и запустили свой проект The Flow. По словам одного из авторов, Лёши Горбаша, основной конфликт был с Андреем Никитиным, у владельцев сайта было своё отношение к некоторым артистам, которое тот не разделял. Позже новая редакция сайта Rap.ru ответила своим бывшим авторам из The Flow.

## Курьёзы
8 января 2015 года на сайте Rap.ru вышло интервью с ДеЦлом, в котором он раскритиковал лейбл Басты, «Газгольдер»:
Решает всё теневая верхушка лейбла, настраивающая своих подопечных, «крепостных» против. Я, например, не нравлюсь главному спонсору Газгольдера, потому что у меня, видите ли, волосы длинные. Он этого не понимает и каждый раз меня спрашивает: «Когда подстрижёшься?» Он всё ещё в девяностых. И как я могу ходить к ним в заведение, общаться с его артистами, когда он выражает такое ко мне неуважение?
В ответ на это высказывание 11 января 2015 года Вакуленко отреагировал в соцсети словами «Децл-лохматое чмо». 27 августа 2016 года Толмацкий опубликовал твит с жалобой по поводу шума в клубе «Газгольдер». На следующий день портал The Flow разместил в Твиттере ссылку на материал об этом. Вакуленко отреагировал на новость, написав: «Децл-лохматое чмо 2». 28 сентября 2016 года ДеЦл подал иск на миллион рублей к Басте за «лохматое чмо». Телеканал «360» уточняет, что именно на второе оскорбление обиделся исполнитель.

## Награды
В 2005 году сборник «Rap.ru» занял первое место в номинации «Лучший хип-хоп сборник 2004 года» на второй ежегодной церемонии «Hip-Hop.Ru Awards 2004» по результатам голосования пользователей сайта Hip-Hop.Ru.
В 2006 году сборники «Rap.ru № 2» и «Rap.ru № 3» заняли четвёртое и второе место соответственно в номинации «Лучший хип-хоп сборник 2005 года» на третьей ежегодной церемонии «Hip-Hop.Ru Awards 2005» по результатам голосования пользователей сайта Hip-Hop.Ru.
21 апреля 2010 года интернет-портал Rap.ru выиграл в номинации «За вклад в пропаганду хип-хопа в России» на церемонии вручения Первой ежегодной премии в области хип-хоп-культуры Russian Street Awards.

## Руководство и сотрудники
В 2004 году сайт был запущен владельцами лейбла Respect Production, Аркадием Слуцковским и Виктором Абрамовым. В 2008 году они покинули лейбл, а у сайта сменились владельцы. Генеральный директор — Антон Александрович Холендро (с 2010 года по 2011 год), Александр Сергеевич Ромодин (с 2011 года). Учредители — Владимир Долгановский (с 2010 по 2011 год), Станислав Галицкий (с 2010 года), Александр Ромодин (с 2010 года), Олег Карпович (с 2010 по 2011 год), Мирослава Карпович (с 2011 года), Григорий Зорин (с 2011 года)
Главными редакторами были:
- Алексей Согомонов (Киев) (2004—2005)[9]
- Андрей Никитин (Москва) (2005—2014)[3][33].

Редакторами были:
- Руслан Муннибаев (Москва) (2005—2014)
- Сергей Ковалёв (Москва) (2005—2007)[9]
- Алексей Горбаш (Минск) (2010—2014)[7]
- Николай Редькин (Москва) (2010—2014)[34]
- Андрей Недашковский (Киев) (2010—2014)

## Статистика
По данным Alexa, в ноябре 2020 года Rap.ru входит в рейтинг 120 тысяч самых популярных сайтов в Интернете.